# II Traktat toruński

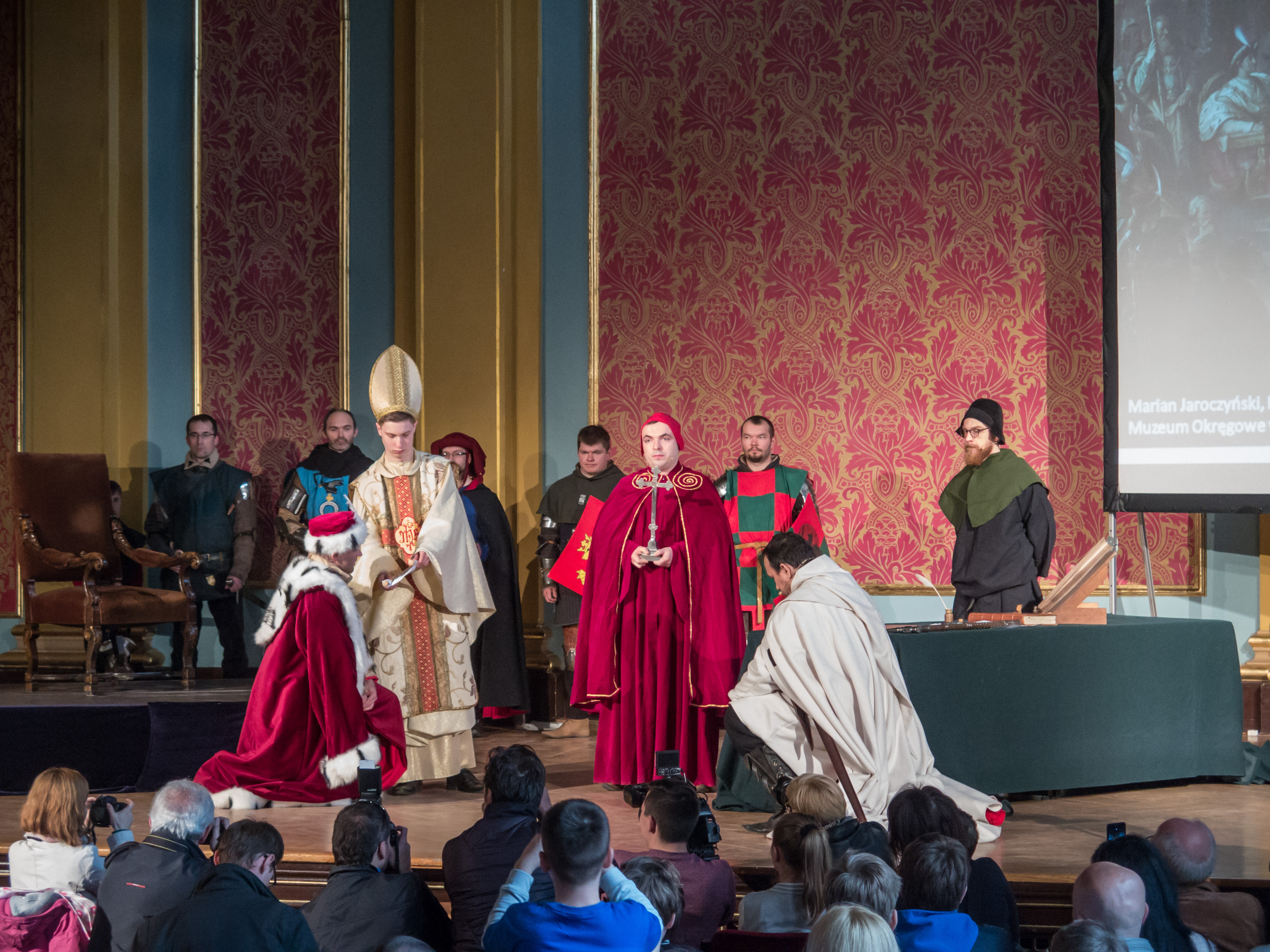
Inscenizacja podpisania drugiego pokoju toruńskiego w Dworze Artusa w Toruniu z obrazem w tle (2016)

II Traktat toruński – obraz olejny namalowany przez polskiego malarza, grafika, rysownika i rzeźbiarza Mariana Jaroczyńskiego w latach 1870–1873, będący w depozycie Muzeum Okręgowego w Toruniu. Właścicielem płótna jest Muzeum Narodowe w Poznaniu.

## Opis
W 1466 roku Korona Królestwa Polskiego i państwo zakonu krzyżackiego zawarły drugi pokój toruński, kończący wojnę trzynastoletnią. Inspiracją dla Jaroczyńskiego do namalowania obrazu mogła być okrągła rocznica podpisania pokoju, przypadająca w 1866 roku, w okresie zaborów i germanizacji Polaków. Cztery lata później po wykonaniu wstępnego szkicu, artysta rozpoczął malowanie płótna, które ukończył w roku 1873. Obraz prezentowany w tym samym roku na wystawie w Wiedniu, otrzymał złoty medal. W 1874 roku prezentowany był w siedzibie Resursy Kupieckiej w Warszawie oraz w Krakowie, a następnie przechowywany był w Muzeum Mielżyńskich w Poznaniu. Od 1899 roku pozostawał w zbiorach Poznańskiego Towarzystwa Przyjaciół Nauk, które przekazało płótno do zbiorów Muzeum Narodowego w Poznaniu. W 1938 roku obraz Jaroczyńskiego przewieziono do Ratusza Staromiejskiego w Toruniu, gdzie znajdował się do wybuchu II wojny światowej we wrześniu 1939 roku. W czasie niemieckiej okupacji ukrywany był w Ratuszu Staromiejskim, następnie w kamienicy Łuk Cezara i w kościele Wniebowzięcia Najświętszej Marii Panny. Po wojnie dzieło w latach 1945–1966 znajdowało się w auli Dworu Artusa w Toruniu i prezentowane było na polu zwycięskiej dla wojsk polsko-litewskich bitwy pod Grunwaldem. Od 1966 roku obraz ponownie znajduje się w Ratuszu Staromiejskim, będącym siedzibą Muzeum Okręgowego w Toruniu. 

Obraz przedstawia moment podpisania w toruńskim Dworze Artusa pokoju kończącego zwycięską dla Korony wojnę z zakonem krzyżackim. Po prawej stronie widoczna jest grupa krzyżaków z posępnymi twarzami i pragnieniem rewanżu na Polakach, co dobrze ilustruje jeden z rycerzy, który trzyma miecz w dłoni i zaciska prawą pięść, nienawistnie patrząc na traktat pokojowy. Wielki mistrz zakonu krzyżackiego Ludwig von Erlichshausen trzyma gęsie pióro w prawej dłoni i nie mogąc się zdecydować na podpis, spogląda na stojącego za nim wielkiego szpitalnika Heinricha Reussa von Plauena o rysach twarzy kanclerza Rzeszy i premiera Prus Ottona von Bismarcka, który zsuwa z dłoni rękawicę, jakby rezygnował z dalszej walki. Za Plauenem stoi rycerz z flagą zakonu leżącą na podłodze, co symbolizuje porażkę państwa krzyżackiego. Po lewej stronie obrazu znajdują się dostojnicy Korony, z których wyróżnia się król Polski i wielki książę litewski Kazimierz IV Jagiellończyk, ubrany w purpurowy płaszcz z gronostajową peleryną, zasiadający na tronie w otoczeniu doradców i urzędników. Klęczący legat papieski Rudolf von Rüdesheim w purpurowej szacie, modli się do krzyża za trwałość podpisywanego pokoju. Historyk i kronikarz Jan Długosz siedzi na krześle i spogląda na uczestników, trzymając gęsie pióro w dłoni. Jego wyraz twarzy sugeruje, że właśnie układa słowa, które miały znaleźć się w Rocznikach czyli kronikach sławnego Królestwa Polskiego: 

I mnie, który piszę te Roczniki, ogarnęła niemała radość z powodu zakończenia wojny pruskiej, zwrotu dawno zabranych ziem oraz przyłączenia Prus do Królestwa, jako że nader boleśnie znosiłem to, że Królestwo Polskie było rozdzierane z dnia na dzień przez różne narody i ludy.